# Teresa Clota i Pallàs
Teresa Clota i Pallàs (Cantonigròs, dècada del 1940) és una professora de llengua i literatura catalanes.
Ha donat classes de català a diverses escoles i al Centre Comarcal Lleidatà. Ha publicat llibres didàctics i ha traduït llibres de divulgació per a infants i joves. Ha col·laborat en l'elaboració de manuals per al Servei d'Ensenyament del Català de la Generalitat de Catalunya. També ha estat membre de l'IPECC des del 1999 i una activa membre del CAOC, per a qui ha publicitat la Calandreta d'Orlhac (Cantal). El 2002 va rebre el Premi d'Actuació Cívica de la Fundació Lluís Carulla per la seva lluita per la docència en català en temps difícils, per la tasca de manteniment de la memòria popular de Jacint Verdaguer i la contribució al manteniment de Vil·la Joana, casa-museu del poeta. El 2018 va rebre la Creu de Sant Jordi "per la seva valuosa aportació com a professora de llengua i literatura catalanes i com a activa lluitadora per la docència en català en temps difícils".

## Obres
- Clota, Teresa (recopiladora). Cantem a l'escola. Cançons populars catalanes.  Barcelona: s.n., 1974. ISBN 844001175X. (2a edició: Barcelona: Galba, 1981)
- Clota, Teresa; Oliveras Tero, Josep (selecció i propostes didàctiques). Cançons populars i tradicionals per al cicle mitjà d'EGB.  Barcelona: Generalitat de Catalunya, 1985 (Eines de treball per a l'ensenyament del català, 6). ISBN 9788439305927.
- La Festa de sant Jordi a l'escola. Festes de primavera, propostes didàctiques.  Barcelona: Generalitat de Catalunya, 1988 (Seminaris d'assessorament didàctic. Ensenyament primari).
- Pallàs i Coromines, Maria; Clota i Pallàs, Teresa (transcriptora). Una Vida amb cançons, Maria Pallàs, 90 anys, 1900-1990 [recull de cançons populars cantades per Maria Pallàs], 1990.
- Pallàs i Coromines, Maria; Clota i Pallàs, Teresa (transcriptora). Paraula i cant. Cançons tradicionals cantades per Maria Pallàs i Coromines.  Barcelona: imp. Eivissa, 1995.
- Fuentes i Arderiu, Xavier; Clota i Pallàs, Teresa (editors). Miscel·lània a Joan Colomines : publicació commemorativa del seu vuitantè aniversari.  Barcelona: Associació Catalana de Ciències de Laboratori Clínic, 2002.